# ژیلبر بودار
ژیلبر بودار (فرانسوی: Gilbert Bodart‎؛ زادهٔ ۲ سپتامبر ۱۹۶۲) بازیکن سابق و مربی فوتبال اهل بلژیک است.
از باشگاه‌هایی که در آن بازی کرده‌است می‌توان به باشگاه فوتبال برشا، باشگاه فوتبال استاندارد لیژ، و باشگاه فوتبال بوردو اشاره کرد.
وی همچنین در تیم ملی فوتبال بلژیک بازی کرده‌است.